# Pilzno
Pilzno – város Lengyelország Kárpátaljai vajdaságának Dębicai járásában. A Wisłoka partján fekszik, Dębicától 12 km-re nyugatra. 2004-ben 4,4 ezer lakosa volt .

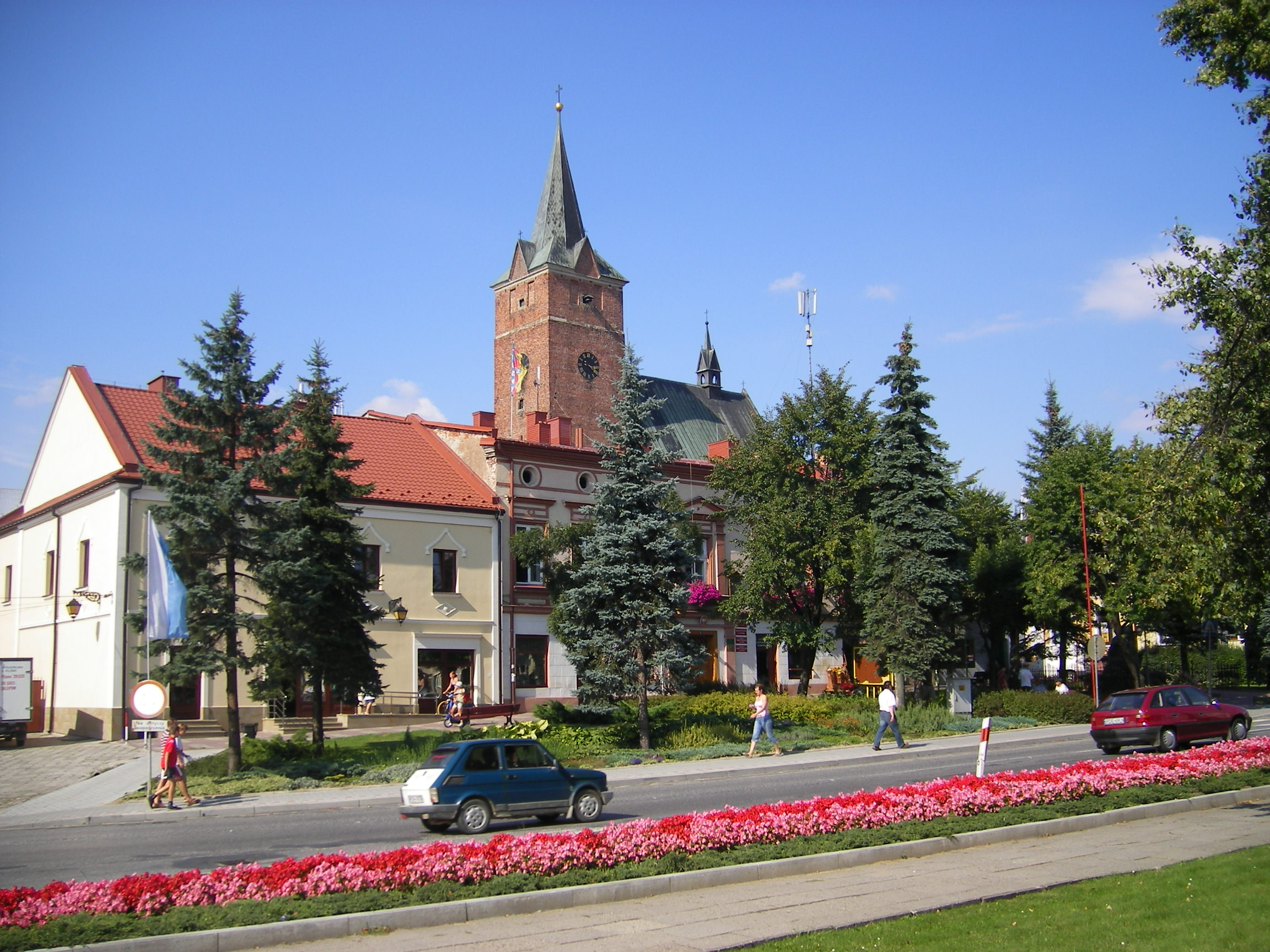
Pilzno főtere a plébániatemplommal

 Községi (gmina) központ, a 165 km² területű, 2004-ben 17,2 ezer lakosú gminához 17 település tartozik (Bielowy, Dobrków, Gębiczyna, Gołęczyna, Jaworze Górne, Jaworze Dolne, Lipiny, Łęki Dolne, Łęki Górne, Machowa, Mokrzec, Parkosz, Podlesie, Połomia, Słotowa, Strzegocice, Zwiernik).
A régi kereskedőváros (első írásos említése 1105-ből származik) főterén néhány reneszánsz pártázatú polgárház maradt fenn. Itt áll az 1370–1482 között gótikus stílusban épült, Keresztelő Szent Jánosnak szentelt plébániatemplom is. A karmelita kolostor temploma szintén gótikus stílusban épült.

## Testvérváros
- Gyomaendrőd, Magyarország

## Külső hivatkozások
- Hivatalos honlap (lengyelül)